# Liste der Naturschutzgebiete im Landkreis Ostallgäu
Im Landkreis Ostallgäu gibt es sechs Naturschutzgebiete. Zusammen nehmen sie eine Fläche von etwa 11.187 Hektar ein. Das größte Naturschutzgebiet ist das 1993 eingerichtete Naturschutzgebiet Ammergebirge.
| Name                          | Bild                             | Kennung                   | Einzelheiten | Position | Fläche Hektar | Datum |
| ----------------------------- | -------------------------------- | ------------------------- | --- | -------- | ------------- | ----- |
| Aggenstein                    |                                  | NSG-00084.01 WDPA: 81251  | Pfronten Felspyramide (1987 m NN) aus Hauptdolomit mit reicher kalkholder Alpenflora.                                                                 | ⊙        | 87,23         | 1965  |
| Ammergebirge                  |                                  | NSG-00274.01 WDPA: 4419   | Schwangau Eine der repräsentativsten Hochlagen-Moorlandschaften der gesamten Alpen. LK Garmisch-Partenkirchen 18.496,84 ha, LK Ostallgäu 10.380,07 ha | ⊙        | 28.876,91     | 1993  |
| Attlesee                      |                                  | NSG-00106.01 WDPA: 81322  | Nesselwang Voralpensee der Grundmoränenlandschaft nahe dem Alpenrand.                                                                                 | ⊙        | 37,15         | 2000  |
| Bannwaldsee                   |                                  | NSG-00495.01 WDPA: 162336 | Schwangau Teilverlandeter Zungenbeckensee mit einem großflächigen Netzwerk von Mooren, Feuchtwiesen und Halbtrockenrasen.                             | ⊙        | 557,86        | 2003  |
| Räsenmoos                     | BW                               | NSG-00509.01 WDPA: 165103 | Marktoberdorf Weitgehend ursprüngliches Hochmoor und Übergangsmoor vom Typus Spirkenfilz.                                                             | ⊙        | 49,27         | 1996  |
| Schornmoos                    | Nagelfluhfindlinge im Schornmoos | NSG-00072.01 WDPA: 82554  | Unterthingau Naturbelassenes Bergkiefernhochmoor in einem von Rückzugs- und Grundmoränen.                                                             | ⊙        | 75,62         | 1956  |
| Legende für Naturschutzgebiet |                                  |                           | |          |               |       |